# 成蹊館
日本空手アカデミー成蹊館（にほんからてアカデミーせいけいかん）は、京都市左京区山端に本部道場を置く格闘技道場である。奥山孝司が主宰している。
主な在籍選手
- 深見智之

かつての所属選手
- 濱村健
- 釜谷真